# 国鉄シキ170形貨車
国鉄シキ170形貨車（こくてつシキ170がたかしゃ）は、1955年（昭和30年）7月15日に東芝府中工場で1両のみ製作された、日本国有鉄道および日本貨物鉄道に車籍を有した170トン積み吊り掛け式大物車である。東芝所有の私有貨車で、当初の常備駅は新芝浦駅であった。
1960年（昭和35年）1月29日と1964年（昭和39年）8月19日に同じく東芝で1つずつ低床式の梁が追加で製作され、135トン/70トン積み低床式大物車としても使えるようになった。
吊り掛け式の梁はシキ170Bと称し、製作当初は日本で最大の荷重を持つ貨車であった。四軸ボギー台車を合計4台備えた、4台車16軸の車両で、2つの台車に跨るように枕枠を載せて、その上に荷受梁が載せられていた。荷受梁はトラス構造を形成しており、上から見ると貨物側が広く車端側がすぼまった形をしている。空車時の車体長は27,600 mmで、貨物の最大長さは8 mとされていた。連結器は両端の台車に接続されているが、車体長1 mあたりの軸重制限の対策で、車体から1 m以上はみ出して設置されているという珍しい形態であった。
低床式の梁は2つあり、先に製作されたものは当初シキ170Aと称していたが、もう1つの低床式梁が製作されたことに伴い先に製作されたものをシキ170A1と改称した。シキ170A1は135トン積みで、枕枠より下を共用して荷受梁を交換することで使用した。車体の全長は35,000 mmで、低床部の長さは5,500 mm、低床部のレール面上高さは1,050 mmとやや高いものであった。
後に製作されたシキ170A2は70トン積み低床式で、枕枠と内側の台車2台は使用せず、車端側の台車2台の上に直接低床式の梁を載せる構造であった。全長は21,500 mm、低床部長さは6,000 mm、レール面上高さは750 mmであった。日本の中型大物車として唯一の四軸ボギー台車採用車であるが、蛇行動を起こしやすい欠点があったとされる。
1956年（昭和31年）7月に尻手駅において脱線事故を起こし、空車時の運転制限速度を15 km/hに制限された。これでは実用にならないことから、両端台車に死重を搭載し連結器の張り出しを緩和するなどの対策工事を実施した。さらに1961年（昭和36年）12月に脱線対策の再改造が行われて、張り出し部分は完全に撤去された。1977年（昭和52年）10月には、保守困難となった中空式の車軸を廃して12トン短軸と860 mm径車輪に交換する工事が行われ、これに伴う自重増により荷重がA1・A2・B梁とも10トンずつ減少した。1981年（昭和56年）11月に神奈川臨海鉄道末広町駅に常備駅が変更され、さらに1983年（昭和58年）11月11日に所有者が東芝物流に変更となった。1987年（昭和62年）3月にシキ170A1・シキ170A2の低床式の梁が2つとも廃車された。残ったシキ170Bも、老朽化によりシキ800形のシキ810に置き換えられて、2003年（平成15年）に廃車となった。